# Yukiwa-Wasserfall
Der Yukiwa-Wasserfall (japanisch 雪輪の滝 Yukiwa-no-taki) liegt im Süden der Präfektur Ehime innerhalb des Ashizuri-Uwakai-Nationalparks. In seiner Umgebung sind oft Japanmakaken anzutreffen. Der flache Wasserfall hat eine Höhe von etwa 80 Metern bei einer Breite von 20 Metern und Länge von 300 Metern. Das Wasser läuft in den Meguro, einen Zufluss des Shimanto, der in der Tosa-Bucht in die Philippinensee mündet.
Der Yukiwa-Wasserfall ist Teil der 1990 vom Umweltministerium aufgestellten Liste der Top-100-Wasserfälle Japans. Ein weiterer bekannter Wasserfall in der Präfektur ist der Goraikō-Wasserfall.